# Аз не съм робот
„Аз не съм робот“ (на корейски: 로봇이 아니야; на английски: I'm Not a Robot) е южнокорейски сериал, излъчван по MBC от 6 декември 2017 до 25 януари 2018 г.

## Сюжет
Ким Мин-кю живее изолиран живот поради силна алергия към други хора. Той развива екстремни обриви, които бързо се разпространяват по цялото му тяло, след като направи някаква форма на кожен контакт. Ким Мин-кю е собственик на KM Financial Company, която притежава екипа на Санта Мария, ръководен от професор Хонг Бек-кюн. Екипът на професор Хонг е създал хуманоиден робот, наречен „Аджи 3“, който прилича на бившата му приятелка Джо Джи-а – жена, която се опитва да се реализира в живота, като създава собствен бизнес.
Хонг Бек-кюн решава да предостави изобретението си на Ким Мин-кю, но в последния момент заложеният код се срива и роботът отказва да се движи. Единственият изход за находчивия професор е да се обърне към бившата си – Джо Джи-а, и да я помоли да се представи за своята двойничка – „Аджи 3“ пред Ким Мин-кю, като в замяна ѝ предлага 10 милиона вона.

## Актьори
- Ю Сънг-хо – Ким Мин-кю
- Че Су-бин – Джо Джи-а / Аджи 3
- Ом Ги-джун – Хонг Бек-кюн

## В България
В България сериалът започва да се излъчва на 11 декември 2023 г. по Би Ти Ви Стори всяка делнична вечер от 22:30 ч. и приключва на 1 януари 2024 г.